# Santiago Domínguez Miguel
Santiago Domínguez Miguel, nacido en Vadocondes (Burgos), es un cocinero español. Es chef y propietario del Restaurante Santiago, decano de los restaurantes de Marbella (Málaga), España. Hasta él han acudido grandes personalidades como: los Reyes de España, Aristóteles Onassis, Vargas Llosa, el príncipe Raniero III de Mónaco y Grace Kelly, Jacqueline Kennedy Onassis, Liza Minnelli, Mario Vargas Llosa, Julio Iglesias, Salvador Dalí, Jean-Paul Belmondo, Antonio Banderas o Kofi Annan.
De origen en una familia humilde, tras terminar el servicio militar, realizó prácticas en Madrid, Londres y de nuevo Madrid. Entonces se desplaza a Marbella y empezó en el negocio en 1957, con un chiringuito -"el primero de Marbella"- en la popular playa de La Fontanilla, para llegar al Restaurante Santiago de la calle Antonio Belón en el 65, trasladándolo a su actual emplazamiento en el Paseo Marítimo en el año 1973.
En 1997 abrió un mesón al estilo madrileño junto a la marisquería, El Mesón de Santiago. También junto a la marisquería se encuentra La Taberna de Santiago donde se pueden encontrar más de 500 tapas distintas.
En 2004 inaugura el restaurante de lujo cinco tenedores Ruperto de Nola. Y en 2008 inaugura “Los Guisos de Santiago”. 
En 2009 la periodista María Ángeles Rabadán presentó un libro titulado Santiago Domínguez, tradición del Mediterráneo, en el que aparecen testimonios de docenas de personalidades, como el periodista Luis del Olmo o como los cocineros: Juan María Arzak, que asegura que es: "uno de los grandes restauradores de España", y Martín Berasategui, que escribe que: "si hoy existe una cocina española tan magnífica, es gracias a la sabia dirección de profesionales como Santiago", le alaban y personajes representativos de la sociedad o la cultura le veneran como hostelero y amigo de sus clientes.

## Condecoraciones
- Placa de Bronce de la Asociación Magistral de Gastronomía
- Golf Star For Gastronomy 1983
- Croix de Argent du Mérite et Devouement Francaís
- Plato de Oro de la Gastronomía Española
- Miembro de Restaurantes de la Buena Mesa
- Felicitación de S.M. El Rey por la Contribución y Divulgación de la Gastronomía
- 12 Reconocimientos del M. I. Ayuntamiento por la Organización Gastronómica anual
- Trofeo Internacional de Tradición y Prestigio
- Placa del M. I. Ayuntamiento por la colaboración en la Promoción de la Ciudad 1.993
- Placa del Golden Cock Medal Washington D. C. 1987
- Laurel de Oro Premio a la Calidad 1989
- Medalla del M.l. Ayuntamiento de Aranda de Duero
- Placa de la Academia Gastronómica de Marbella en reconocimiento a la labor en pro de la Gastronomía
- Miembro de la Chaine des Rotisseurs
- Encomienda Nacional portuguesa
- Placa por la colaboración en las 1 ° Jornadas Gastronómicas Malagueñas
- Ordre Mundiale des Gourments Degustateurs catador du Vins et Liqueurs
- Trofeo Colombino de Turismo
- Trofeo de Mesonero Mayor de Castilla
- Pregonero Mayor Feria de Marbella 1994
- Placa de la Academia Española de Gastronomía 1990
- Distinción y Placa de Caliente y Frío (Radio Intercontinental)
- Trofeo de Radio Nacional de España por su colaboración en la misma
- Miembro de Honor de las Llaves de Oro Españolas
- Miembro de la Asociación de Caballeros del Vino
- Caballero del Monasterio de Yuste
- Título de Catador de Vinos Vinexpo
- Miembro de la Academia Tastavins St. Humbert
- Miembro de la Cofradía dels vins de Cava Sant Sadurní
- Miembro de la Academia de Gastronomía de Málaga
- Miembro de la Academia de Gastronomía de Marbella
- Participación en el Campeonato Mundial del Sumiller (Sopesa) 1992
- Placa de Reconocimiento de la Asociación de Empresarios de Hostelería por la divulgación de la Gastronomía Española
- Grande Maestre de la Queimada
- 2 Placas del Centro Andaluz de Investigaciones Gastronómicas, en reconocimiento a la labor realizada en pro de la Gastronomía Andaluza
- Corona de Oro Real Automóvil Club de Bélgica
- Trofeo al mejor Servicio, Andalucía 1987
- Estrella de Oro internacional a la Gastronomía
- Americam Recognitión of Efficiency
- Miembro de la Asociación Internacional de Eurotoques
- Vicepresidente de la Asociación de Sumilleres de Andalucía
- Designado, por la Casa de Castilla y León, Castellano distinguido del año, por su dedicación profesional y difusión de la cocina castellana y leonesa
- Placa de Plata de la Junta de Andalucía por su excelente contribución a la gastro¬nomía de nuestra tierra y a la buena imagen turística de la Costa del Sol
- Placa de Plata a uno de los mejores restaurantes, elegido por la prestigiosa Guía Mundial Michelin
- Placa de Plata de la Cámara de Comercio Industria y Navegación por su magnífica trayectoria profesional en la Costa del Sol
- Miembro de la Cámara de Comercio
- Medalla al Mérito Turístico
- Elegido Restaurante piloto por el Ministerio de Turismo, para el Sello de Calidad
- Premio Blasón, concedido por la Junta de Castilla y León
- Título de Mejor Empresario de la Costa 2000 concedido por el Centro de Iniciativas Turísticas
- Título Empresario del año 2000-2001 otorgado por Rotary Club.
- Andalusí de honor otorgado por la Asociación por la Paz del Mundo el 30 de junio de 2001
- Baillio de Andalucía de la Confrerie de la Chaine des Rotisseurs
- Premio Arco de Marbella, otorgado por el M.l. Ayuntamiento por benefactor de Marbella y promotor de riqueza y bienestar de la Capital mundial del Turismo
- Finalista del Concurso Nacional de Vino y Gastronomía Nariz de Oro celebrado en el Palacio de Congresos de Madrid
- Premio Nacional a la mejor Carta de Vinos otorgado por la Federación Nacional del Vino (Fenavin)
- Miembro de la Comunidad Europea de Cocineros Eurotoques
- Miembro de la Academia Gastronómica y del Vino de Andalucía
- Placa de la Academia Gastronómica de Málaga al mejor servicio
- Andaluz del Turismo por Hostelsur 2001
- Diploma de Gastronomía y Turismo 1999
- Miembro de la Cofradía Internacional del Arroz
- Premio de la Federación Española e Restauración 1996
- Diploma de la Escuela Superior de Gastronomía 1995
- Premio Gastrosur otorgado por la Federación Andaluza de Gastronomía 1998
- Placa de Radio Intercontinental por su colaboración en la citada Cadena
- Placa de reconocimiento a la Innovación y Calidad del Turismo en la Costa del Sol abril de 1996

## Curiosidades
- Santiago ha sido en dos ocasiones finalista nacional del certamen Nariz de Oro y es catador de vinos de Dom Pérignon.
- Su bodega tiene más de 700 referencias distintas. La carta de vinos ocupa 334 páginas y en los sótanos de la marisquería reposan, en 200 metros cuadrados, más de 100.000 botellas.
- En una ocasión en los años 70, el aristócrata Jaime de Mora y Aragón, hermano de la Reina Fabiola de Bélgica, se ofreció y ejerció de metre del restaurante.

- Datos: Q6120887